# Alberto Chiumenti
Alberto Chiumenti (Schio, 1º luglio 1987) è un cestista italiano.

## Carriera

### Club
Ha militato dal 2010 nell'Unione Cestistica Casalpusterlengo, con cui ha disputato la prima stagione in Legadue; dalla stagione successiva ha militato in Divisione Nazionale A. In precedenza ha giocato in Serie A con la Fortitudo Bologna, squadra in cui ha frequentato il settore giovanile. La scorsa stagione gioca per la Benedetto XIV Cento, dopo due stagioni al Basket Ravenna Piero Manetti in cui ha raggiunto la finale di Coppa Italia nel 2017-18.

### Nazionale
Con l'Italia under 20 ha disputato gli Europei 2006 e 2007.

## Palmarès
- Campionato italiano: 1

Fortitudo Bologna: 2004-2005